# Castelo de Hermann

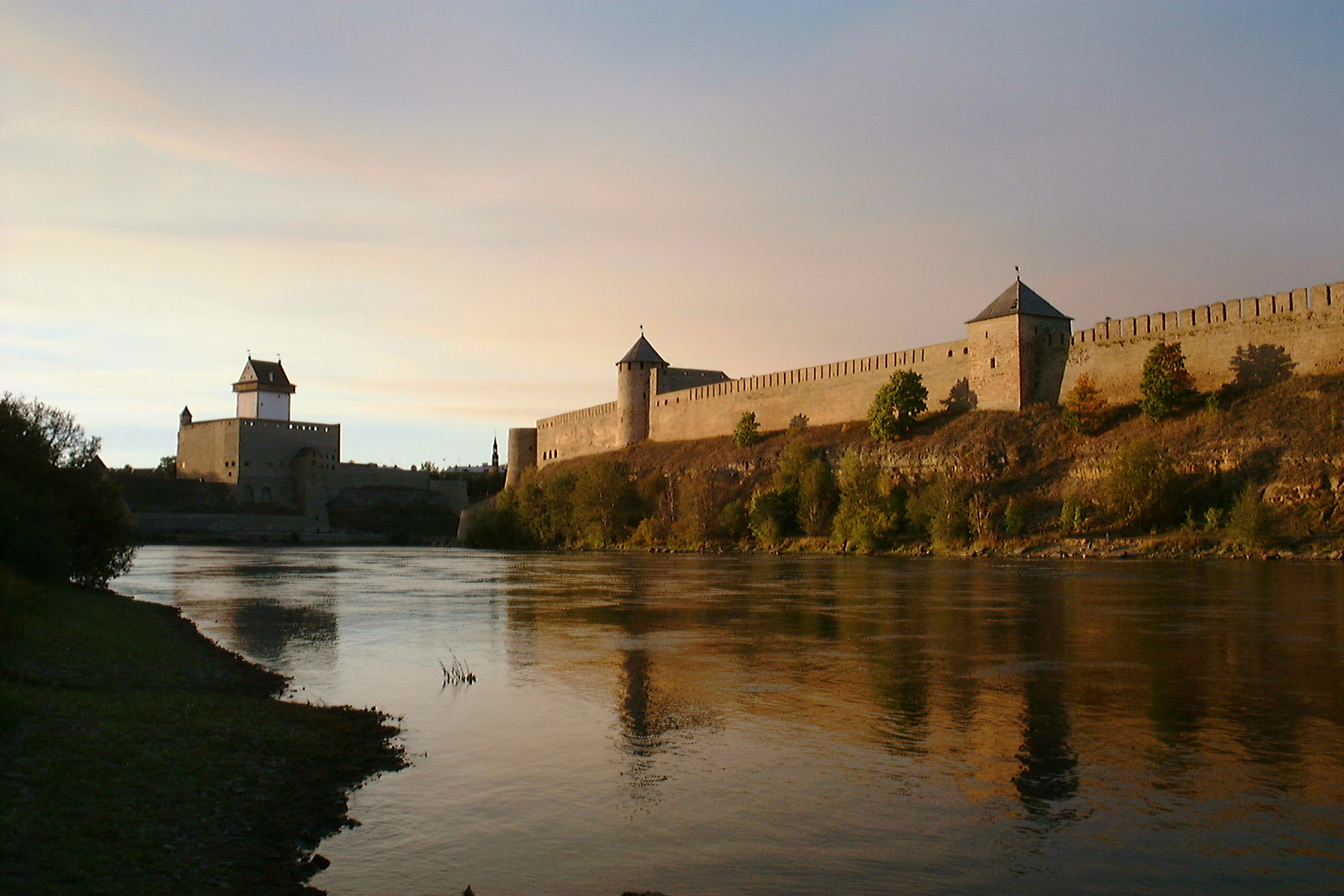
Castelo de Hermann (esquerda) e o Castelo Ivangorod (direita). Foto de 1999.

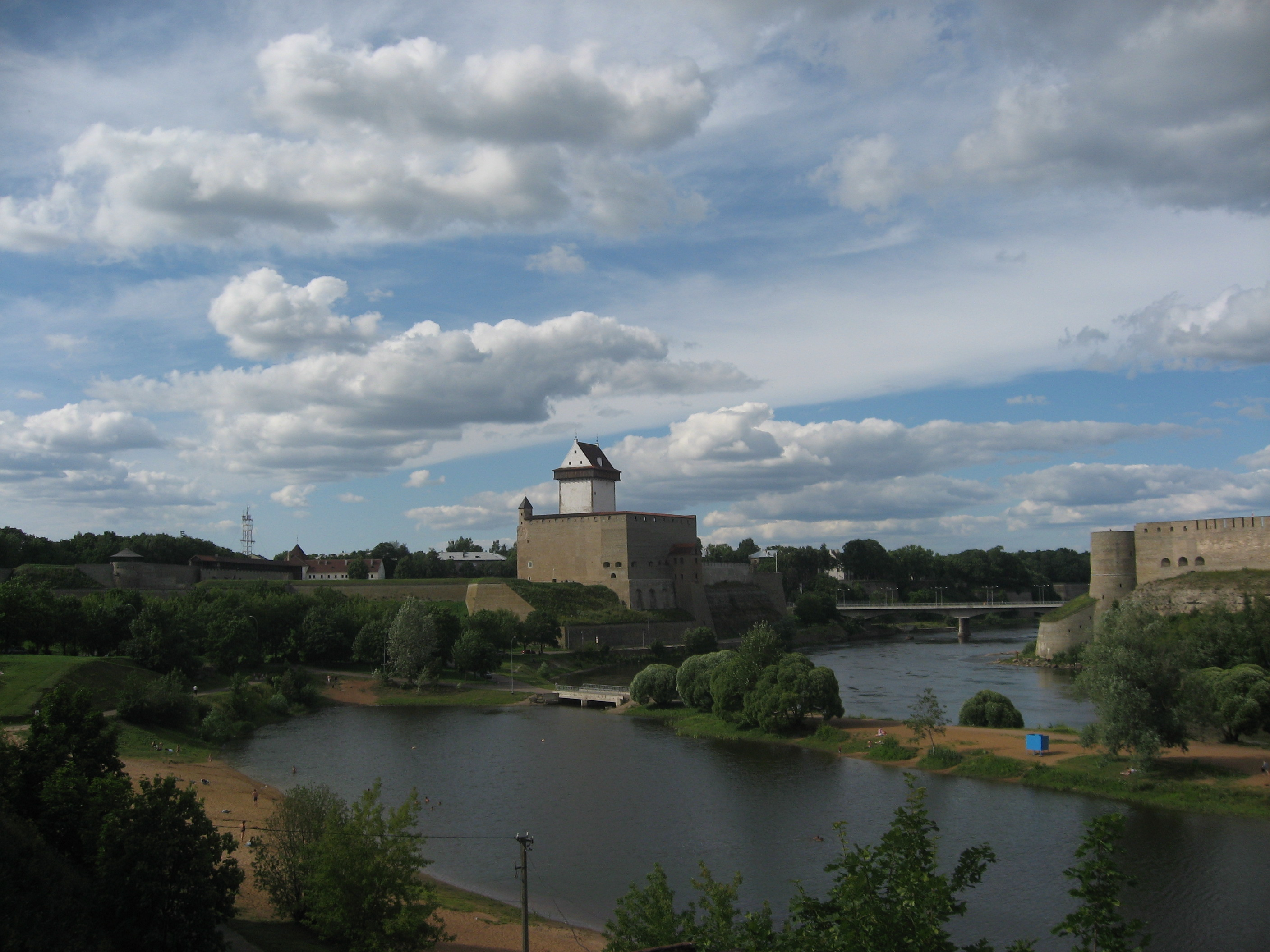
Castelo de Narva

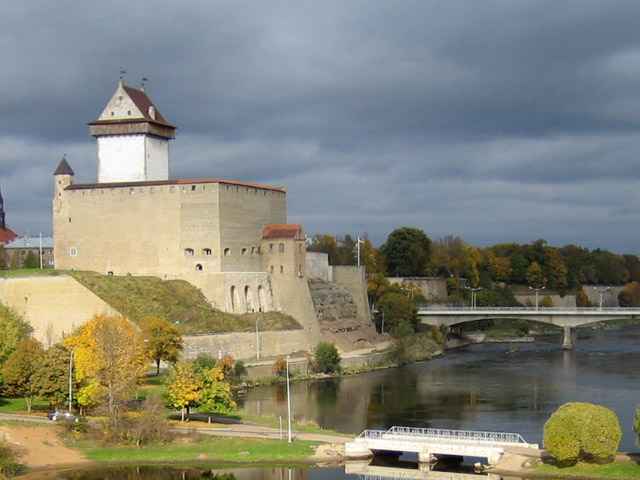
Castelo de Narva visto do sul.

O Castelo de Hermann (também conhecido como: Hermannsburg, Castelo de Herman, Castelo de Narva; Estoniano: Hermanni linnus) é um castelo em Narva, no extremo oriente da Estônia. Foi fundado em 1256 pelos Dinamarqueses e é o primeiro castelo de pedra construído no começo do século XIV. A Ordem Alemã dos Cavaleiros Teutônicos Livonianos adquiriram o castelo em 29 de agosto de 1346 e a maioria de sua história, ele foi um castelo Teutônico Alemão.

## Relações externas
- «Website oficial». (em estoniano)